# Alder Hey Children’s Hospital
Alder Hey Children’s Hospital – brytyjski szpital dziecięcy znajdujący się w Liverpoolu.
Szpital został utworzony w 1914 roku. W 1944 roku stał się pierwszym szpitalem w Wielkiej Brytanii, w którym przeprowadzono testy penicyliny. Każdego roku pod opieką szpitala znajduje się ponad 270 000 dzieci, młodych ludzi i ich rodzin. Szpital prowadzi badania nad lekami dla dzieci, infekcją, zapaleniem i onkologią. W 2015 roku liczba lekarzy wzrosła o 75 względem do 2010 roku.